# El Melocotón (Chile)

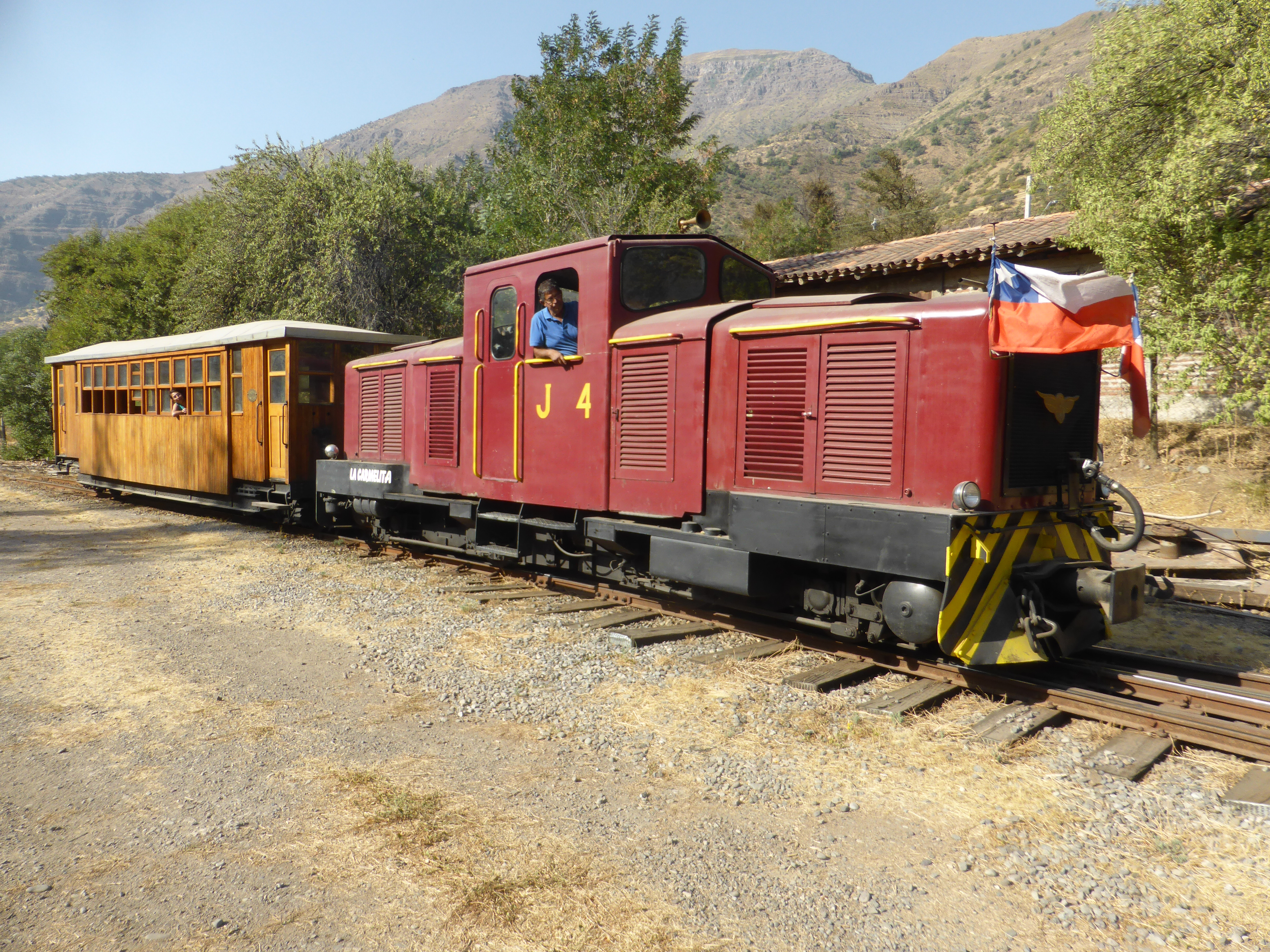
Estación El Melocotón. Locomotora diésel Jung. Tren patrimonial del Cajón del Maipo.

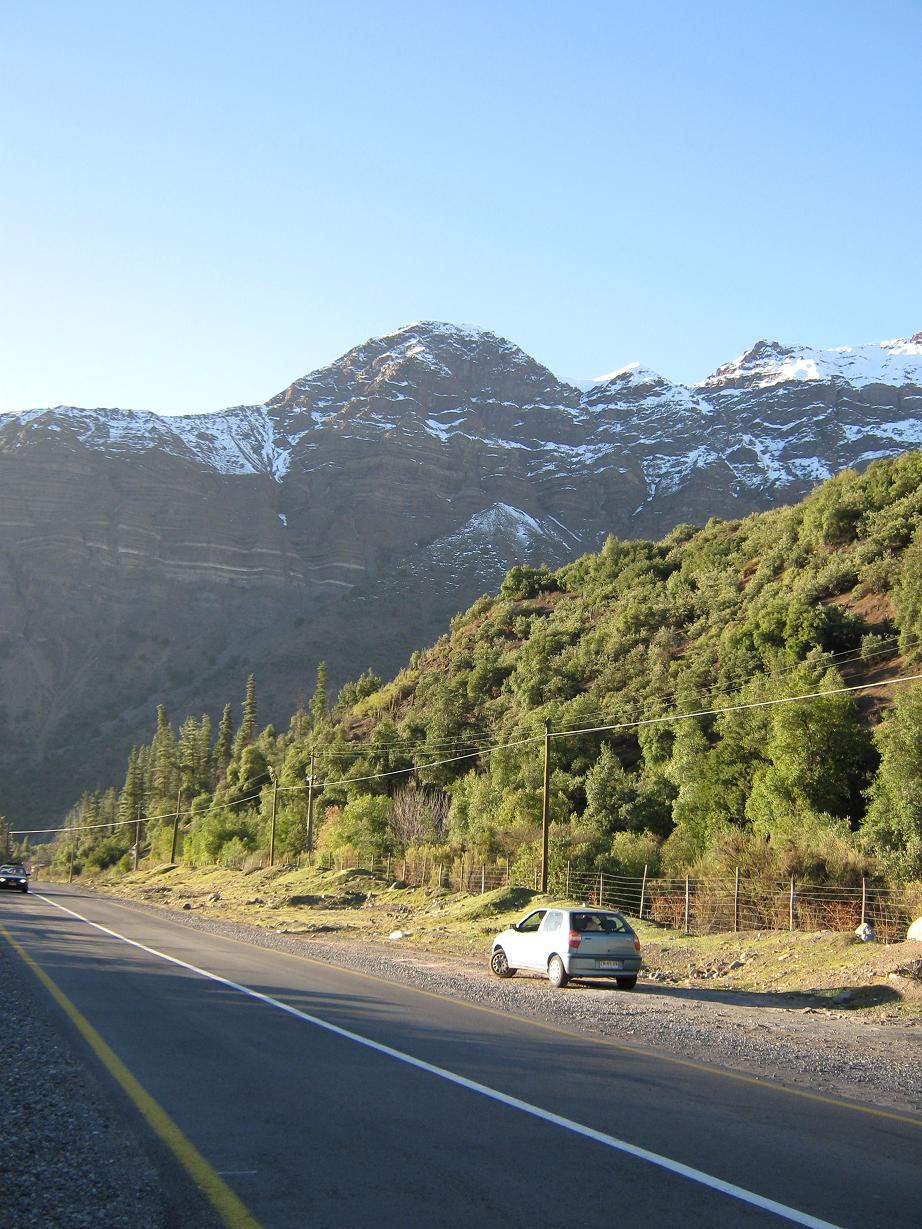
Vista desde el Melocotón.

El Melocotón es una pequeña localidad cordillerana ubicada en el valle del Cajón del Maipo a 1000 metros sobre el nivel del mar y a 7 km de San José de Maipo.

## Historia
Este asentamiento surgió por la necesidad de los arrieros de contar con pasturas para el ganado que bajaba de la cordillera.

### Sanatorio
En la primera mitad del siglo XX era un lugar codiciado para sanar a los enfermos de tuberculosis pulmonar, y de sus complicaciones como el Mal de Pott.

### Tren de Puente Alto a El Volcán
En 1910, fue inaugurado una línea férrea que unía Puente Alto con el sector de El Volcán. Este pequeño ferrocarril con una trocha de 60 centímetros comenzó a ser construido en 1906, inaugurándose por etapas: el 1 de marzo de 1910 hasta El Canelo (km 13), en 1911 hasta El Melocotón (km 35) y el 9 de junio de 1914 hasta El Volcán (km 60), teniendo un costo de $ 2.335.630 pesos de oro.Se mantuvo operativo hasta 1985. El tren militar partía desde el Regimiento Maipo. Hay un proyecto llamado Ave Fénix que trata de recuperar el tren en su grandeza.

### La casa de El Melocotón
Durante la dictadura militar la localidad de El Melocotón ganó notoriedad porque Augusto Pinochet compró en ese lugar una casa de veraneo. El atentado contra Augusto Pinochet del 7 de septiembre de 1986 ocurrió en la cuesta «Las Achupallas», camino al Cajón del Maipo, a 40 kilómetros de Santiago. El general Pinochet sufrió un ataque armado mientras regresaba de un fin de semana de descanso en su residencia en El Melocotón.
En la actualidad, Hernán García Pinochet vive en la que fuera la residencia de su abuelo en el Cajón del Maipo. También organiza cabalgatas ecuestres por terrenos que, asegura, recibió en comodato del Ejército, lo que es rechazado por la institución.

“No se ha ejercido ningún acto administrativo por parte del Ejército, a modo de convenio, contrato u otro, con persona alguna para usufructuar de dicho terreno ni parte de éste”
Ejército de Chile respecto a la propiedad El Melocotón

Otra parte de esta casa esta ocupada por la carrera de Ingeniería en Expediciones y Ecoturismo de la Universidad San Sebastián quienes reciben desde octubre de 2010 algunas clases prácticas en la polémica residencia secundaria que en los años 80 construyó Augusto Pinochet para su familia en San José de Maipo.

### Asesinato de Gerardo Huber
En esta localidad apareció asesinado el coronel Gerardo Huber, quien apareció muerto en febrero de 1992 en el Cajón del Maipo, días después de que fuera interrogado por la venta ilegal de armas a Croacia. Al nieto de Pinochet residente en El Melocotón le tocó testificar en el caso por asesinato de Huber en el año 2005. Dos generales del Ejército fueron condenados como autores de su asesinato.[cita requerida]

## Turismo
Hoy en día cuenta con numerosos lugares para acampar, arrendar cabañas,hospedarse, realizar caminatas o realizar descensos por el río Maipo.